# Mao Zedong
Mao Zedong (26. december 1893 – 9. september 1976), også kendt som Formand Mao, var en kinesisk kommunistisk revolutionær, der blev kendt som grundlægger af Folkerepublikken Kina, som han ledede som formand for Kinas kommunistiske parti fra etableringen i 1949 og frem til sin død i 1976. Hans teorier, militærstrategier og politiske styre bliver omtalt i samlet form som maoisme.
Mao var søn af en rig bonde i Shaoshan, Hunan. Han havde et kinesisk nationalistisk og anti-imperialistisk syn allerede tidligt i sit liv, og det var særligt påvirket af begivenhederne under Xinhai-revolutionen i 1911 og 4. maj-bevægelsen i 1919. Han adopterede senere marxisme-leninisme, da han arbejdede på Peking Universitet, og han blev grundlæggende medlem af Kinas kommunistiske parti (KKP), der ledte høstopstandelsen i 1927. Under den kinesiske borgerkrig mellem Kuomintang (KMT) og KKP hjalp Mao med at grundlægge Kinesiske arbejderes og Bønders Røde Hær , ledte den kinesiske sovjetrepublik og blev til sidst formand for KKP under den lange march. Selvom KKP kortvarigt var allieret med KMT som den forenede front under den 2. kinesisk-japanske krig (1937–1945), så fortsatte den kinesiske borgerkrig efter Japan overgav sig, og i 1949 besejrede Maos tropper nationalistregeringen, som trak sig tilbage til Taiwan.
Den 1. oktober 1949 blev Mao udråbt som grundlægger af Folkerepublikken Kina, en etpartistat der blev kontrolleret af KKP. I de følgende år styrkede han sin kontrol via jordreformer og ved en psykologisk sejr i koreakrigen, samt ekstreme præmisser mod jordejere og andre  personer han kaldte "kontrarevolutionære", der blev opfattet som fjender af staten. I 1957 igangsatte han en kampagne kendt som det store spring fremad, som havde til mål at ændre Kinas økonomi fra at være et landbrugssamfund til at være et industrisamfund. Kampagnen ledte til den værste hungersnød nogensinde, og et sted mellem 20 og 45 millioner mennesker døde i perioden 1958-1962. I 1966 påbegyndte Mao Kulturrevolutionen, et program der skulle fjerne "kontrarevolutionære" elementer i det kinesiske samfund, som varede i 10 år, der blev præget af voldelig klassekamp, udbredt ødelæggelse af kulturgenstande og en hidtil uset personkult centreret omkring Mao. Programmet bliver i dag officielt set på som et "stort tilbageskridt" for landet. I 1972 bød Mao den amerikanske præsident Richard Nixon velkommen i Beijing, hvilket signalerede starten på en mere åben politik fra Kinas side, der åbnede døren for resten af verden. Efter flere år med dårligt helbred fik Mao en række hjerteanfald i 1976, og han døde i en alder af 82. Han blev efterfulgt af Hua Guofeng, der dog hurtigt blev kørt ud på et sidespor og erstattet af Deng Xiaoping.
Mao var en kontroversiel person, der bliver betragtet som en af de vigtigste og mest indflydelsesrige individer i nyere tid. Han er også kendt som en politisk begavet mand, teoretiker, militærstrateg, digter og visionær. Hans støtter krediterer ham for at få imperialismen ud af Kina, at have moderniseret nationen og opbygget den til en supermagt, fremmet kvinders status i samfundet, forbedret uddannelse og sundhedsvæsen samt at have øget den forventede levealder i takt med, at Kinas befolkning voksede fra omkring 550 millioner til over 900 millioner under hans lederskab. Hans kritikere har kaldt hans regime for autokratisk og totalitært, og det er blevet fordømt for at have skabt masseundertrykkelse og ødelagt religiøse og kulturelle genstande og steder. Han har også haft ansvaret for flere millioner kineseres død, et antal bliver estimeret til mellem 30 og 70 millioner ofre.

## Tidligt liv

### Opvækst og Xinhai-revolutionen: 1893–1911
Mao Zedong blev født den 26. december 1893, i landsbyen Shaoshan, Hunan-provinsen i Kina. Hans far, Mao Yichang, var tidligere fattig bonde, der var blevet en af de rigeste bønder i Shaoshan. Han voksede op ude på landet i Hunan, og Mao beskrev sin fader som strengt disciplinær, idet han slog ham og hans tre søskende; drengene Zemin og Zetan, og den adopterede søster Zejian. Maos moder, Wen Qimei, var troende buddhist, som forsøgte at mildne sin mands strenge attitude. Mao blev buddhist men opgav denne tro i midten af sine teenage-år. Da han var 8, blev Mao sendt i skole i Shaoshan. Deres undervisning lagde vægt på konfucianisme, og han indrømmede senere, at han ikke nød at læse de klassiske kinesiske tekster, der prædikede konfucianistisk moral frem for at læse romaner som Beretningen om de tre kongedømmer og Fortællinger fra marsk og mose. I en alder af 13 år havde Mao færdiggjort sin skolegang, og hans fader forenede ham i et arrangeret ægteskab med den 17-årige Luo Yigu, hvorved deres to familie knyttede bånd. Mao nægtede at anerkende hende som sin kone, og han blev en stor kritiker af arrangerede ægteskaber og flyttede væk i en periode. Luo blev vanæret i sit lokalområde og døde i 1910.
Mens han arbejdede på sin faders gård, læste Mao voldsomt meget og han udviklede en "politisk samvittighed" fra Zheng Guanyings bog, der behandlede den kinesiske magts dalende indflydelse og argumenterede for at indføre repræsentativt demokrati. Mao var interesseret i historie og var inspireret af George Washington og Napoleon Bonapartes militære dygtighed og nationale lidenskab. Hans politiske meninger blev påvirket af Gelaohui-styrede protester, der opstod efter en hungersnød i Changsha, som var hovedstaden i Hunan. Mao støttede oprørernes krav, men de væbnede styrker slog oprøret ned og henrettede lederne. Hungersnøden spredte sig til Shaoshan, hvor sultende bønder stjal hans faders korn. Han var skuffet over deres handlinger og mente, at de var moralsk forkerte men påstod at have sympati for deres situation. Da han var 16, flyttede Mao til en skole med højere niveau end den i Shaoshan i det nærliggende Dongshan, hvor han blev drillet på grund af sin baggrund som bondesøn.
I 1911 begyndte Mao i mellemskolen i Changsha. De revolutionære følelser var stærke i byen, og der var udbredte modstand mod kejser Puyis enevælde, og mange advokerede for en republik. Republikanernes frontfigur var Sun Yat-sen, en amerikansk uddannet kristen, der ledte Tongmenghui-samfundet. I Changsha blev Mao påvirket af Suns avis Folkets Frihed (Minli bao), og han skrev at Sun skulle være præsident i en stil i skolen. Som et symbol på oprøret mod manchuer-monarken klippede MAo og hans venner deres hårpisk af, da den var et tegn på underdanighed.
Der samlede sig en hær inspireret af Suns republikanisme i det sydøstlige Kina, hvilket igangsatte Xinhai-revolutionen. Changshas guvernør flygtede og efterlod byen under republikansk kontrol. Mao støttede revolutionen og han sluttede sig til oprørshæren som menig, men han var ikke involveret i egentlig kamphandlinger. De nordlige provinser forblev loyale overfor kejseren, og i et håb om at undgå en borgerkrig, blev Sun udnævnt som "foreløbig præsident" af sine støtter, hvilket kongens general Yuan Shikai modsatte sig. Monarkiet blev afskaffet, hvilket etablerede Republikken Kina, men med den monarkistiske Yuan som præsident. Revolutionen var slut, og Mao trådte ud af hæren i 1912 efter seks måneder som soldat. Omkring dette tidspunkt fik Mao øjnene op for socialisme fra en avisartikel, og han søgte mere viden i pamfletter af Jiang Kanghu, der var grundlæggeren af Det Kinesiske Socialistparti. Mao forblev interesseret men dog ikke overbevist om ideen.
I løbet af de næste par år blev Mao indskrevet flere steder og droppede herefter ud igen, hvilket bl.a. omfattede politiskolen, en sæbeopera-produktion, jurastudie, økonom-studie og den statsdrevne Changsha Middle School. Han studierede uafhængigt og alene og brugte meget af sin tid på Changshas bibliotek, hvor han læste værker om klassisk liberalisme som Adam Smiths The Wealth of Nations og Montesquieus The Spirit of the Laws, samt værker af vestlige videnskabsfolk og filosoffer som Darwin, Mill, Rousseau og Spencer. Han betragtede sig selv som en intellektuel, og flere år senere indrømmede han, at han på dette tidspunkt så sig selv som bedre end folk i arbejderklassen. Han var inspireret af Friedrich Paulsen, hvis liberale vægt på individuelisme ledte Mao til at mene, at stærke individer ikke var bundet af moralske koder, men at de skulle stræbe mod det større billede, og at konklusionen på konsekvensetik var at "målet hellige midlerne". Hans fader så intet formål i sin søns intellektuelle interesse, og stoppede sine betalinger til ham, hvilket tvang Mao til at flytte til et hostel for nødlidende.

### Fourth Normal School i Changsha: 1912–19
Mao ønskede at blive lærer, og han startede derfor på Fourth Normal School i Changsha, som kort efter blev slået sammen med the First Normal School i Changsha, som var anerkendt som den bedste i Hunan. Mao blev venner med professor Yang Changji, der opfordrede ham til at læse den radikale avis, New Youth (Xin qingnian), der blev skrevet af hans ven Chen Duxiu, der var dekan på Peking Universitet. Selvom Chen var nationalist, så argumenterede han for at Kina burde kigge mod vest og rense sig selv for overtro og autokrati. Mao udgav sin første artikel i New Youth i april 1917, hvori han instruerede læserne i at øge deres fysiske styrke, så de blev klar til at tjene revolutionen. Han sluttede sig til Society for the Study af Wang Fuzhi (Chuan-shan Hsüeh-she), der var en revolutionær gruppe, der var blevet grundlagt af litterater i Changsha, der ønskede at emulere filosoffen Wang Fuzhi.
Under sit første studieår blev Mao også venner med Xiao Zisheng; de tog på vandretur i Hunan, hvor de tiggede og skrev kupleter for at få mad. Mao var en populær studerende og i 1915 blev han valgt som sekretær for Students Society. Han organiserede Association for Student Self-Government og ledte protester mod skolens regler. I foråret 1917 blev han valgt til at lade de studerendes frivillige hær, der blev etableret for at forsvare skolen fra soldater der plyndrede. Mao blev mere og mere interesseret i krigsteknikker, og han blev også interesseret i første verdenskrig, alt imens han begyndte at udvikle solidaritet med arbejderne. Mao foretog flere fysiske udholdenhedsting sammen med Xiao Zisheng og Cai Hesen, og sammen med andre unge revolutionære dannede de Renovation of the People Study Society i april 1918 for at debattere Chen Duxius ideer. De havde et fælles ønske om en personlige og sociale ændringer, og gruppen fik 70–80 medlemmer, hvoraf mange senere sluttede sig til kommunistpartiet. Mao blev færdig i juni 1919, hvor han var den tredje bedste på årgangen.

## Tidlig revolutionær aktivitet

### Beijing, Anarkisme og marxisme: 1917–19
Mao flyttede til Beijing, hvor hans mentor Yang Changji havde et job på Peking Universitet. Yang fandt Mao exceptionelt "intelligent og flot", hvilket sikrede ham et job som assistent for universitetsbibliotikaren Li Dazhao, der var en tidlig kinesisk kommunist. Li skrev en række artikler til New Youth om oktoberrevolutionen i Rusland, hvor det kommunistiske bolsjevikparti under Vladimir Lenins ledelse havde taget magten. Lenin advokerede for den socio-politiske teori marxisme, der var blevet udviklet af de tyske sociologer Karl Marx og Friedrich Engels, og Lis artikler skabte en forståelse af marxisme for den revolutionære bevægelse i Kina. Mao blev "mere og mere radikal", under indflydelse af Peter Kropotkins anarkisme, men han sluttede sig til Lis studiegruppe og "udviklede sig hurtigt mod marxisme" i vinteren 1919.
Mao fik en lav løn, og han boede i et lille værelse med syv andre Hunan-studerende, men han mente at Beijings skønhed gav "levende kompensation". På universitetet blev Mao ofte ydmyget af andre studerende som følge af hans landlige Hunan-accent og lave position. Han sluttede sig til universitetets filosofi- og journalismesamfund og gik til forelæsninger og seminarer med bl.a. Chen Duxiu, Hu Shi og Qian Xuantong. Maos tid i Beijing sluttede i foråret 1919, hvor han rejste til Shanghai med sine venner, der var på vej til at rejse til Frankrig. Han vendte ikke tilbage til Shaoshan, hvor hans moder var dødeligt syg. Hun døde i oktober 1919, og hendes mand døde i januar 1920.

### Ny kultur og politiske protester, 1919–20
Den 4. maj 1919 samledes studerende i Beijing ved Den Himmelske Freds Port for at protestere over landets regerings svage modstand mod den japanske udvidelse i Kina. Patrioter var rasende over den indflydelse som Japan fik i med de 21 krav i 1915, Duan Qiruis meddelagtighed i Beiyang-regeringen og Versailles-freden som de mente forrådte Kina, idet Japan fik områder i Shandong som Tyskland havde overgivet. Demonstrationerne igangsatte den landsdækkende 4. maj-bevægelse og startede Ny kultur-bevægelsen som skyldte skylden ved Kinas diplomatiske nederlag på social og kulturel tilbageståenhed.
I Changsha var Mao begyndt at undervise i historie på Xiuye Primary School og organisere protester mod HUnanprovinsens pro-Duan Guvernør, Zhang Jingyao, der populært blev omtalt som "Zhang den Giftige" som følge af hans korrupte og voldelige styre. I slutningen af maj var Mao med til at grundlægge Hunanesisk studenterforening sammen med He Shuheng og Deng Zhongxia, der organiserede en strække blandt de studerende i juni, og i juli 1919 begyndte de ugentligt at udgive det radikale blad Xiang River Review (Xiangjiang pinglun). De brugte et folkeligt sprog, der var forståeligt for størstedelen af landets befolkning, og Mao advokerede for nødvendigheden af en "Stor union af masserne", bedre handelsunioner der kunne skabe en ikke voldelig revolution. Hans ideer var ikke marxistiske, men var stærkt påvirkede af Kropotkins koncept gensidig hjælp.
Zhang bandlyste studenterforeningen, men Mao fortsatte med at udgive efter at være blevet redaktør på det liberale tidsskrift New Hunan (Xin Hunan) og han tilbød artikler til den lokale avis Justice (Ta Kung Po). Adskillige af hans artikler advokerede for feministiske holdninger, og de omtalte frigørelse af kvinder i det kinesiske samfund; Mao var påvirket af sit tvangsægteskab. I december 1919 hjalp Mao med at organisere en generalstrejke i Hunan, der sikrede visse indrømmelser, men Mao og de andre studenter-ledere følte sig truet af Zhang, og Mao vendte tilbage til Beijing, hvor han besøgte den dødeligt syge Yang Changji. Mao fandt ud af, at hans artikler havde nået en hvis berømmelse i den revolutionære bevægelse, og han begyndte at hverve støtter til at afsætte Zhang. Han stødte på noget nylig oversat marxistisk litteratur af Thomas Kirkup, Karl Kautsky og Marx Engels—særligt Det Kommunistiske Manifest—kom til at påvirke ham i stigende grad, men han var stadig eklektisk i sine holdninger.
Mao besøgte Tianjin, Jinan og Qufu, før han flyttede til Shanghai, hvor han arbejdede som vaskerimedarbejder og mødte Chen Duxiu, hvor han noterede sig at Chens adoption af marxisme "imponerede mig dybt i hvad der nok var den mest kritiske periode i mit liv". I Shanghai mødte Mao en af sine gamle lærere, Yi Peiji, der var revolutionær og medlem af Kuomintang (KMT), eller Kinas Nationalistparti, som fik stadig mere støtte og større indflydelse. Yi introducerede Mao for general Tan Yankai, der var et højtstående medlem af KMT, som havde loyale tropper langs Hunans grænse til Guangdong. Tan planlagde at afsætte Zhang, og Mao hjalp ham med at organisere Changshas studerende. I juni 1920 ledte Tan sine tropper ind i Changsha, og Zhang flygtede. I den efterfølgende omorganisering af provinsens administration blev Mao udnævnt som rektor for junior-afdelingen af First Normal School. Han havde nu en høj indkomst, og han giftede sig med Yang Kaihui i vinteren 1920.

### Grundlæggelsen af Kinas Kommunistiske Parti: 1921–22
Kinas kommunistiske parti blev grundlagt af Chen Duxiu og Li Dazhao i den franske del af Shanghai i 1921 som et studiesamfund og uformelt netværk. Mao etablerede en gren i Changsha, hvor han også lavede en gren af det socialistiske ungdomgskorps. Han åbnede en boghandel med sit nye kulturelle bogsamfund med det formål udbrede revolutionær litteratur i Hunan. Han var involveret i bevægelsen for Hunans autonomi i håb om a ten hunanesisk konstitution ville øge civil frihed, og gøre hans revolutionære aktiviteter nemmere. Da bevægelsen fik succes med at etablere provinsiel autonomi under en ny krigsherre glemte Mao sit engagement. I 1921 eksisterede der små marxistiske grupper in Shanghai, Beijing, Changsha, Wuhan, Guangzhou og Jinan; det blev besluttet at afholde en centralt møde, som begyndte i Shanghai den 23. juli 1921. Der kom 13 delegerede til den første del af Kinas kommunistiske partis nationalkongres, hvoraf Mao var en af dem. Efter myndighederne sendte en politimand til at spionere på kongressen flyttede de delegerede til en båd i en sø nær Jiaxing i Zhejiang for at undgå dem. Selvom sovjetiske- og kominterndelegerede deltog, så ignorerede den første kongres Lenin råd om at acceptere midlertidige alliancer mellem kommunister, og "bourgeois democrats". der advokerede for en national revolution; i stedet holdt de sig til den ortodokse marxist-tro om, at kun det urbane proletariat kunne lede en socialistisk revolution.
Mao var nu partisekretær for Hunan udstationeret i Changsha, og for at opbygge partiet her benyttede han sig af en række strategier. I august 1921 grundlagde han selvstudie-universitetet, hvor læsere kunne få adgang til revolutionær litteratur. Det lå på Society for the Study område for Wang Fuzhi, en hunanesisk filosof fra Qing-dynastiet, der havde modstået manchuerne. Han sluttede sig til YMCA Mass Education Movement for at bekæmpe analfabetisme, selvom han redigerede tekstbøger så de indeholdt radikale dele. Han fortsatte med at organisere arbejdere til at strejke mod Hunan-guvernøren Zhao Hengtis administration. Alligevel var problemer med arbejdere stadig centrale. Den berømte og succesfulde strejke i Anyuan kulminer var baseret på både "proletariske" og "bourgeois" strategier. Liu Shaoqi, Li Lisan og Mao formåede ikke bare at mobilisere minearbejderne, men de lavede også skoler og kooperativer, engagerede lokale intellektuelle, adel, militærofficerer, købmænd og sågar gejstlige.
Mao påstod, at han han gik glip af den anden kongres i kommunistpartiet i juli 1922, fordi han mistede adressen. De delegerede støttede sig til Lenins råd, og indvilligede i en alliance med "bourgeois democrats" fra KMT, for "nationarevolutionens" skyld. Kommunistpartiets medlemmer sluttede sig til KMT i håb om at påvirke politikken til at blive mere venstreorienteret.
Mao indvilligede entusiastisk i denne beslutning og argumenterede for en alliance på tværs af Kinas socioøkonomiske klasser. Mao en udtalt anti-imperialist, og i hans skriverier skældte han ud på Japans, Storbritanniens og USA's regering, og han beskrev sidstnævnt som "den mest morderisk blandt bødler".

### Samarbejde med Kuomintang: 1922–27
Ved den tredje partikongres i Shanghai i juni 1923 blev de delegerede bekræftet i deres arbejde med KMT. Mao støttede dette, og han blev valgt til partikomitéen og flyttede herefter til Shanghai. Ved den første KMT kongres, der blev afholdt i Guangzhou i begyndelsen af 1924, blev Mao valgt som alternativt medlem af KMT centralkomite, og han fremsatte fire resolutioner om at decentralisere magten til urbane og landlige bureauer. Hans entusiastiske støtte til KMT gjorde Li Li-san, der var hans kammerat fra Hunan, mistænkelig.
I slutningen af 1924 vendte Mao tilbage til Shaoshan, muligvis for at komme sig efter sygdom. Han fandt ud af at bønderne var rastløse og at de havde taget land fra jordejere og grundlagt kommuner. Dette overbeviste ham om bøndernes revolutionære potentiale, hvilket var en ide, der var blevet fremsat af venstreorienterede KMT-medlemmer, men endnu ikke af kommunisterne. Han vendte tilbage til Guangzhou for at styre den 6. udgave af KMTS Bondebevægelsens Træningsinstitut fra maj til september 1926.
Under Mao blev Bondebevægelsens Træningsinstitut trænet i kadre og forberedelse til militær aktivitet, og de blev sendt på forskellige militære træningsøvelser og blev sat til at studere grundlæggende venstreorienterede tekster. I vinteren 1925 flygtede Mao til Guangzhou efter hans revolutionære aktiviteter havde fanget Zhaos regionale myndigheders opmærksomhed.
Da partileder Sun Yat-sen døde i maj 1925 blev han efterfulgt af Chiang Kai-shek, der bevægede sig over mod de marginaliserede venstreorienterede KMT-medlemmer og kommunisterne. Mao støttede dog Chiangs nationale revolutionshær, der startede et felttog i Nordkina i 1926 mod forskellige krigsherrer. I kølvandet på dette felttog gjorde bønderne oprør, og de tog land fra rige jordejere, der i mange tilfælde blev slået ihjel. Disse oprør gjorde ledende personer, der selv var jordejere, i KMT vrede, og de gjorde det tydeligt at der var en voksende ulighed i både klasse og ideologi i revolutionsbevægelsen.
Revolution er ikke et middagsselskab, heller ikke en stil, eller et maleri eller et broderi; det kan ikke være så raffineret, så afslappet og blod, så tempereret, venlig høflig, tilbageholdenhed og storartet. En revolutioner et opstand, en voldshandling, hvormed en klasse vælter en anden.
I marts 1927 optrådte Mao ved tredje plenum af KMT centralkomite Wuhan, der forsøgte at tage general Chiangs magt fra ham ved at udnævne Wang Jingwei som leder. Der spillere Mao en aktiv rolle i diskussionerne angående bonde-problemet, og han forsvarede en række "reguleringer til undertrykkelse af lokale bøller og dårlig adel", som advokerede for dødsstraf eller livsvarigt fængsel for enhver der blev kendt skyldig i kontrarevolutionær aktivitet, og han argumenterede for at i en revolutionssituation "er fredelige metoder ikke tilstrækkelige". I april 1927 blev Mao udnævnt til KMT's centrale landekomite på fem medlemmer, og han opfordrede bønderne til ikke at betale deres leje. Mao ledte endnu en gruppe til at fremstillet en "Kladde Resolution om Jordspørgsmålet", som krævede jord konfiskeret, hvis det var ejet af "lokale bøller og dårlig adel, korrupte embedsfolk, militærfolk og alle kontrarevolutionære elementer i landsbyerne". Han fortsatte med at udføre "landundersøgelser", og udtalte at alle der ejede mere end 30 mou (4,5 ha.), hvilket var 13 % af befolkningen, kunne betegnes som kontrarevolutionære. Han accepterede, at der var en stor variation i entusiasmen vedrørende revolutionen på tværs af landet, og at det var nødvendigt med en fleksibel politik med at omfordele jorden. Han præsenterede sine konklusioner ved den Store Jord-komité, og mange udtrykte sig reserveret, og nogle mener at det var at det gik for langt, mens andre mente, at det ikke var vidtrækkende nok. Det endte med at hans forslag kun blev delvist implementeret.

## Borgerkrig

### Nanchung- og høstopstanden: 1927
Friskt efter succesen med felttoget i Nordkina mod krigsherrerne vendte Chiang sig nu mod kommunisterne, som der nu fandtes titusinder af over hele Kina. Chiang ignorerede ordre fra den KMT-regeringen i Wuhan og marcherede mod Shanghai, der var kontrolleret af de kommunistiske soldater. Da kommunisterne ventede Ciangs ankomst igangsatte han det hvid terror, og massakrerede 5000 med hjælp fra den grønne bande. I blev 10 ledende kommunister dræbt af Zhang Zuolin. I maj dette år blev titusindvis af kommunister og personer der blev antaget at være kommunister dræbt, og KMT tabte mellem 15.000 og 25.000 af deres medlemmer.
Ørne kløver luften,

Fisk glider i det krystalklare dyb;

Under kolde skyer kæmper

en million skabning i frihed.

Rugende over denne uendelighed,

Spørger jeg, på dette bundløse land

Hvem styrer menneskehedens skæbne?
KMT fortsatte med at støtte KMT-regeringen i Wuhan, som Mao oprindelig også havde støttet, men ved KKP's femte kongres havde han ændret mening, og han besluttede at sats alt håb på bondemilitæret. Forslaget blev stillet, da Wuhan-regeringen udviste alle kommunister fra KMT den 15. juli. KKP grundlagde Arbejdernes og bøndernes Rød hær, bedre kendt som "den Røde Hær", for at tage kampen op mod Chiang. En bataljon ledet af general Zhu De blev beordret til at erobre byen Nanchang den 1. august, 1927, i hvad der blev kendt som Nanchangoprøret. Til at starte med lykkedes det, men de blev tvunget til at trække sig tilbage efter 5 dage, hvor de marcherede mod syd til Shantou, og herfra blev de drevet ud i ødemarken ved Fujian. Mao blev udnævnt som leder for den Røde Hær og ledte fire regimenter mod Changsa i høstopstanden i et håb om at igangsætte en bondeoprør i hele Hunan. På aftenen for angrebet skrev Mao et digt — det tidligste af hans digte der er bevaret — med titlen "Changsha". Hans plan var at angribe byen, som KMT kontrollerede, fra tre retninger den 9. september, men det fjerde regiment deserterede til KMT og angreb det tredje regiment. Maos hær nåede frem til Changsha, men kunne ikke indtage byen. Den 15. september accepterede han nederlaget med 1000 overlevende, og de marcherede mod høst til Jinggangbjergene i Jiangxi.
Jung Chang og Jon Halliday hævder at oprøret i virkeligheden blev saboteret af Mao selv for at forhindre en gruppe af KMT-soldater i at hoppe af til andre af KKP's ledere. Chang og Halliday hævder også at Mao overtalte andre ledere (inklusive russiske diplomater i det sovjetiske konsulat i Changsha der, ifølge Chang og Halliday, havde kontrolleret en stor del af KKP's aktiviteter) til at slå til i Changsha og herefter at forlade den. Chang og Halliday skriver om en rapport der blev sendt til Moskva af sekretæren på det sovjetiske konsulat i Changsha, hvori det beskrives at tilbagetrækningen var "det mest foragtelige forræderi og fejhed."

### Base i Jinggangshan: 1927–1928
KKP's centralkomite, der skjulte sig i Shanghai, udviste Mao fra deres række og fra Hunans provinskomité som straf for hans "militære opportunisme", for hans fokus på landlige aktiviteter og for at være for lempelig overfor "dårlig landadel". De påbegyndte også tre politikker, som Mao længe havde kæmpet for: den øjeblikkelige dannelse af arbejderråd, konfiskeringen af alt land uden undtagelse og afvisning af KMT. Maos respons var at ignorere dem. Han etablerede en base i byen Jinggangshan, der var et område i Jinggangbjergene, hvor han forenede fem landsbyer som en selvstyrende stat, og han støttede konfiskeringen af jord fra rige jordejere, som blev "genuddannet" og nogle gange henrettet. Han sørgede for, at der ikke foregik nogle massakre i regionen, og han forfulgte en mere lempelig tilgang end den som centralkomitéen tilskyndede. Han proklamerede at "Selv de lamme, de døve og de blinde kan være nyttige for den revolutionære kamp", han øgede antallet i hæren, inkorporerede to grupper banditter i sin hær, og opbyggede en styrke på omkring 1800 tropper. Han lavede regler for sine soldater: hurtig lydighed mod ordrer, alle konfiskationer skulle overføres til regeringen, og intet skulle konfiskeres fra fattige bønder. Derved formede han sine mænd til at blive en disciplineret og effekt kampstyrke.
Når fjenden avancerer, trækker vi os tilbage.

Når fjenden hviler, chikanerer vi ham.

Når fjenden undgår kamp, angriber vi.

Når fjenden trækker sig tilbage, avancerer vi.
I foråret 1928 beordrede centralkomitéen Maos tropper til det sydlige Hunan i håb om at igangsætte en bondeoprør. Mao var skeptisk med indvilligede i det. Da de nåede Hunan blev de angrebet af KMT og flygtede efter at have lidt store tab. Imens havde KMT-tropper invaderet Jinggangshan, hvilket efterlod dem uden en base. Maos tropper flakkede om på landet og mødte et KKP-regiment, der blev ledet af general Zhu De og Lin Biao; de slog sig sammen og forsøgte at generobre Jinggangshan. Til at starte med lykkedes det, men KMT angreb igen, og pressede KKP tilbage, og over de næste par uger kæmpede de en forskanset guerillakrig i bjergene. Centralkomitéen beordrede igen Mao til at marchere til det sydlige Hunan med sine tropper, men han nægtede og forblev i sin base. Zhu indvilligede derimod, og han ledte sine hære væk. Maos tropper afværgede KMT's tropper i 25 dage, mens han forlod lejren om natten for at finde forstærkninger. Han blev genforenet med Zhuz hær, der var blevet kraftigt reduceret, og sammen vendte de tilbage til Jinggangshan og generobrede basen. Afhoppere fra KMT's regiment og Peng Dehuais fjerde Røde Hær sluttede sig også til dem. De kunne ikke dyrke afgrøder nok i bjergområdet til at brødføde alle, hvilket ledte til fødevaremangel denne vinter.

### Den kinesiske sovjetrepublik Jiangxi: 1929–1934
I januar 1929 evakuerede Mao og Zhu basen med 2.000 mand og yderligere 800 mand som Peng havde skaffet, og de marcherede deres hære mod syd til området omkring Tonggu og Xinfeng i Jiangxi. Evakueringen ledte til at moralen faldt go mange tropper blev ulydige og begyndte at stjæle; dette bekymrede Li Lisan og centralkomitéen, der så Maos hær som pjalteproletariat, der ikke var i stand til at dele med proletariatets klassebevidsthed. Ved at blive ved den ortodokse marxistiske tankegang mente Li, at det kun var proletariatet i byerne der kunne lede en succesfuld revolution, og han så derfor ikke meget nyttig i Maos bondeguerillar. Han beordrede Mao til at opløse sin hær i mindre enheder, som skulle ud og sprede revolutionsbudskabet. Mao svarede, at selvom han var enig med Lis teoretiske position, så ville han ikke opløse sin hær eller forlade sin base. Både Li og Mao så den kinesiske revolution som nøglen til verdensrevolution, og de mente at hvis KKP sejrede, så ville det igangsætte en global revolution, der ville forkaste imperialisme og kapitalisme. De var dog uenige om den officielle linje som sovjetregeringen og Komintern lagde. Embedsfolk i Moskva ønskede mere kontrol over KKP, og de fjernede derfor li fra magten ved at kalde ham til Rusland til en undersøgelse for hans fejl. De erstattede ham med en sovjetisk-uddannede kinesiske kommunister, kendt som de "28 Bolsjevikker", hvoraf to, Bo Gu og Zhang Wentian, overtog kontrollen med centralkomitéen. Mao var uenig i det nye lederskab, og han mente at de havde udnyttet situationen i Kina, og han blev snart deres primære fjende.
I februar 1930 etablerede Mao Den Sydvestlige Jiangxi Sovjetiske Provinsregering i regionen under hans kontrol. I november fik han et følelsesmæssigt traume, da hans kone og søster blev fanget og halshugget af KMT-generalen He Jian. Mao giftede sig herefter med He Zizhen, der var en 18-årig revolutionær, der gav ham fem børn i løbet af de følgende 9 år. Der var interne problemer, og medlemmer af Jiangxi Sovjet beskyldte ham for at være for moderat og derved kontrarevolutionær. I december forsøgte de at afsætte ham, hvilket resulterede i Futianhændelsen, hvor Maos loyale støtter torturerede og henrettede mellem 2000 og 3000 afvigere. KKP's centralkomité flyttede til Jiangxi, som komitéen mente var et sikkert område. I november erklærede partiet at Jiangxi nu var kinesiske sovjetrepublik, en uafhængig stat med kommunistisk styre. Selvom han blev udnævnt som formand for Rådet for Folkets Kommisærer, så blev Maos magt mindre, idet hans kontrol over den Røde Hær blev flyttet over til Zhou Enlai. Imens kom Mao sig efter tuberkulose.
KMT's hære begyndte med en ny politik med omringing og udslettelse af Den Røde Hær. De var i undertal, så Mao svarede igen med guerillataktikker, der var påvirket af oldtidens militærstrateger som Sun Tzu, men Zhou og det nye lederskab fulgte en politik med åbne konfrontation og konventionel krigsførelse. Ved brug af disse metode formåede den Røde Hær at besejret både den første og anden omringningskampagne. Chiang Kai-shek blev rasende over sine hæres nederlag, og han rejste personligt til Jiangxi for at lede operationen. Han led to nederlag og trak sig tilbage for at tage sig af yderligere japanske indtrængen i Kina. Som et resultat af, at KMT havde ændre fokus for at forsvare Kina mod den japanske ekspansion, kunne den Røde Hær udvide deres kontrol og det endte med at hæren havde kontrol over et område med 3 millioner indbyggere. Mao fortsatte med sine jordreformer. I november 1931 annoncerede han starten på et "jord verifikationsprojekt", som blev udvidet i juni 1933. Han igangsatte også uddannelsesprogrammer og implementerede tiltage der øgede kvinders politiske deltagelse. Chiang betragtede kommunisterne som en større trussel end japanerne, og han vendte tilbage til Jiangxi, hvor han igangsatte den femte omringningskampagne, der involverede opførslen af "mur af ild" bestående af beton og pigtråd, der gik rundt om staten, akkompagneret af luftbombardementer, hvor Zhous taktikker var ineffektive. Moralen faldt kraftigt for den Røde Hær, der var fanget på den anden side af muren i takt med at fødevarer og medicin blev en mangelvare. Lederskabet besluttede at evakuere.

### Den lange march: 1934–1935
Den 14. oktober 1934 brød den Røde Hær igennem KMT's linje i det sydvestlige hjørne af Jiangzisovjet ved Xinfeng med omkring 85.000 soldater og 15.000 partikadrer, og de påbegyndte "Den lange march". For at kunne undslippe blev mange af de sårede og syge, samt kvinder og børn, efterladt tilbage, og de blev forsvaret af en gruppe guerillasoldater, som KMT massakrerede. De 100.000 mænd som undslap marcherede mod det sydlige HUnan, og de krydsede Xiangfloden efter voldsomme kampe, og herefter floden Wu i Guizhou, hvor de indtog Zunyi i januar 1935. De hvilede kort tid i byen, hvor de afholdt en konference. Her blev Mao valgt til en lederpost, og han blev formand for Politbureauet og de facto leder af både partiet og den Røde Hær. Dette skete delvist fordi hans kandidatur blev støttet af den sovjetiske Joseph Stalin. Mao insisterede på, at de skulle kæmpe som guerillatropper, og han fastsatte en destination; Shenshisovjet i Shaanxi i det nordlige Kina, hvorfra kommunisterne kunne fokusere på at kæmpe mod japanerne. Mao mente at ved at fokusere på den anti-imperialistiske kamp, så ville kommunisterne vinde det kinesiske folks gunst og afsværge KMT.
Fra Zunyi ledte Mao sine tropper til Loushan-passet, hvor de mødte bevæbnet modstand, men de formåede at krydse floden. Chiang fløj til området for at lede sine hære mod Mao, men kommunisterne udmanøvrerede ham og krydsede floden Jinsha. Med udsigten til at krydse den noget vanskeligere flod Tatu, formåede de at udkæmpe et slag på Ludingbroen i maj, og de indtog Luding. De marcherede herefter videre igennem bjergkæden rundt om Ma'anshan, i Moukung, i det vestlige Szechuan, hvor de mødtes med en 50.000-mand stærk Fjerde Fronts Hær under Zhang Guotaofra KKP, og sammen fortsatte de til Maoerhkai herfra til Gansu. Zhang og Mao var uenige om, hvad der videre skulle ske; sidstnævnte ønskede at fortsætte til Shaanxi, mens Zhang ville trække sig tilbage til det østlige Tibet eller Sikkim, langt væk fra truslen fra KMT. De blev enige om at gå hver til sit og Zhu De sluttede sig til Zhang. Maos tropper fortsatte mod nord igennem hundredvis af kilometer med græssletter, et område med kviksand, hvor de blev angrebet af manchueriske stammefolk, og hvor mange soldater bukkede under af hungersnød og sygdomme. Da de endelige nåede til Shaanxi nedkæmpede de både KMT og et islamisk kavalerimilitær, inden de krydsede Min Shan-bjergene og Liupan, hvorved de nåede frem til Shenshisovjet. Kun 7.000–8.000 havde overlevet. Den lange march cementerede Maos status som den dominerende person i partiet. I november 1935 blev han udnævnt som formand for militærkommissionen. Fra dette tidspunkt var Mao kommunistpartiets ubestridte leder, selvom han ikke blev partiformand før 1943.
Jung Chang og Jon Halliday har foreslået en alternativ beskrivelse af mange af begivenhederne i denne periode i deres bog Mao: The Unknown Story. Eksempelvis skriver de, at der ikke var noget slag ved Luding, og at KKP krydsede broen uden modstand, den lange march var ikke KKP's strategi, men blev udtænkt af Chiang Kai-shek, og at Mao og andre ledende medlemmer af KKP ikke gik med på den lange march men i stedet blev båret. Selvom den blev vel modtaget i pressen, så er Chang og Hallidays arbejde blevet meget kritiseret af professionelle historikere.

### Alliance med Kuomintang: 1935–1940
Maos tropper nåede frem til Yan'an-Sovjet i oktober 1935, og de slog sig ned i Pao An indtil foråret 1936. Mens de var her etablerede de relationer til lokale samfund, omfordelte og dyrkede jorden, tilbød medicinsk behandling og begyndte programmer der skulle afhjælpe analfabetisme. Mao kommanderede 15.000 soldater, der blev forstærket af at He Longs mænd ankom far Hunan, og at både Zhu Des og Zhang Guotaos hær vendte tilbage fra Tibet. I februar 1936 etablerede de det Nordvestlige Antijapanske Røde Hærs Universitet i Yan'an, hvor de trænede de stigende antal af nye rekrutter. I januar 1937 begyndte de den "antijapanske ekspedition", hvor grupper af guerillasoldater blev sendt til japansk-kontrollerede områder for at udføre sporadiske angreb. I maj 1937 blev der afholdt en kommunistisk konference i Yan'an for at diskutere situationen. Vestlige rapportere var også ankommet til "Grænseregionen" (som Sovjet var blevet omdøbt); de mest notable var Edgar Snow, der brugte sine oplevelser som basis til bogen Red Star Over China, og Agnes Smedley, hvis beretninger bragte international opmærksomhed til Maos sag.
På den lange march var Maos kone He Zizen blevet såret af en granatsplint i hovedet. Hun rejste til Moskva for at blive behandlet; Mao fortsatte med at blive skilt fra hende, og han giftede sig i stedet med Jiang Qing. Mao flyttede ind i et hule-hus, og han brugte meget af sin tid på at læse, passe sin have og teoretisere. Han kom frem til at den Røde Hær alene ikke var i stand til at besejre japanerne, og at en kommunistledet "regering af det nationale forsvar" skulle dannes med KMT og andre "bourgeois nationalistiske" elementer for at opnå dette mål. Selvom han ikke kunne udstår Chiang Kai-shek, som han opfattede som "en forræder af nationen", så telegraferede han militærrådet i Nanking Nationalregering den 5. maj, for at foreslå en militær alliance, hvilket Stalin havde advokeret for. Selvom Chiang havde til hensigt at ignorere Maos besked og fortsætte borgerkrigen, så blev han arresteret af en af sine egne generaler, Zhang Xueliang, i Xi'an, hvilket ledte til Xi'an-episoden; Zhang tvang Chiang til at diskutere problemet med kommunisterne, hvilket resulterede i dannelsen af en Forenet Front med indrømmelser fra begge side den 25. december 1937.
Japanerne havde indtaget både Shanghai og Nanking (Nanjing) — hvilket resulterede i Nankingmassakren, en grusomhed som Mao aldrig talte om i sit liv — og de pressede Kuomintang-regeringen ind i landet til Chungking. Japanernes brutalitet ledte til, at stadig flere kinesere sluttede sig til kampene, og den Røde Hær voksede fra 50.000 til 500.000. I august 1938 dannede den Røde Hær dem Nye Fjerde Hær og den Ottende Rutearmé, der formelt var under Chiangs nationale revolutionshær. I august 1940 påbegyndte den Røde Hær de hundrede regimenters felttog, hvor 400.000 tropper angreb japanerne samtidig i fem provinser. Det var en militær succes, og den resulterede i at 20.000 japanere døde, jernbanerne blev sprængt og en kulmine blev ødelagt. Fra sin base i Yan'an skrev Mao flere tekster til sine tropper inklusive Revolutionens Filosofi, der gav en introduktion til den marxistiske om viden; Langvarig Krigsførelse, der omhandlede guerilla og mobile militærtaktikker; og Nyt Demokrati, hvor han fremlagde ideer for Kinas fremtid.

### Tilbage til borgerkrig: 1940–1949
I 1944 sendte amerikanerne en særlig diplomatisk gesandt, kaldet Dixie Mission, til Kinas kommunistiske parti. Ifølge Edwin Moise i Modern China: A History 2nd Edition:
Størstedelen af amerikanerne var positivt imponerede. KKP virkede mindre korrupt, mere forenet og mere energisk i deres modstand mod Japan end KMT. Amerikanske piloter, der var skudt ned over det nordlige Kina ... bekræftede deres overordnede i at KKP var både stærk og populær i et bredt område. I sidste ende ledte kontakterne der blev udviklet mellem USA og KKP kun til meget lidt.
Efter anden verdenskrig afslutning fortsatte USA med at yde militær assistance til Chiang Kai-shek og hans KMT-regeringstropper mod Folkets Befrielseshær, der blev ledet af Mao Zedong under den genoptagne borgerkrig. Ligeledes ydede Sovjetunionen støtte til Mao ved deres besættelse af det nordøstlige Kina, hvilket gjorde det muligt for Folkets Befrielseshær at flytte sig på én gang og tage de forsyninger, som var blevet efterladt af den japanske Guandong-armé.
For at styrke den Røde Hær militære operationer udnævnte Mao, som formand for Kinas kommunistiske parti, isn nærstående general Zhu De til at være øverstkommanderende.
Under direkte ordre fra Mao sultede Folkets Befrielseshær KMT's tropper ud fra byen Changchun i 1948. Mindst 160.000 civile menes at være døde under belejringen, som varede fra juni til oktober. Oberstløjtnant Zhang Zhenglu fra Folkets Befrielseshær dokumenterede belejringen i sin bog White Snow, Red Blood, og sammenlignede den med Hiroshima: "Tabene var nogenlunde de samme. Hiroshima tog 9 sekunder; Changchun tog 5 måneder." Den 21. januar 1949 led Kuomintang-tropper store tab i et afgørende slag mod Maos tropper. Tidligt om morgenen den 10. december begyndte styrker fra Folkets Befrielseshær en belejring af Chongqing og Chengdu i Fastlandskina, og Chiang Kai-shek flygtede fra fastlandet til Formosa (Taiwan).

## Lederskab af Kina
Folkerepublikken Kina blev grundlagt den 1. oktober 1949. Det var kulminationen på over to årtiers borgerkrige og internationale krige. Maos berømte frase "Det kinesiske folk har rejst sig" (kinesisk: 中國人民從此站起來了) associeret med etableringen af Folkerepublikken Kina blev dog ikke brugt i talen, som han holdt fra Den Himmelske Freds Port den 1. oktober.
Mao bosatte sig i Zhongnanhai, der er et anlæg ved siden af den forbudte by i Beijing, og der beordrede han anlæggelsen af en indendørs svømmebasin og andre bygninger. Hans læge, Li Zhisui, beskrev at han fortsatte sine gerninger selvom han lå i sengen eller ved svømmebassinet, og han foretrak ikke at bære formel påklædning medmindre det var aboslut nødvendigt. Lis bog The Private Life of Chairman Mao bliver betragtet som kontroversiel, særligt blandt dem, som havde sympati for Mao. Mao besøgte ofte sin villa i Wuhan mellem 1960 og 1974; villaen inkluderede en have, beboelsesområde, konferencerum, sikkerhedskammer og svømmebassin.
I oktober 1950 tog Mao en beslutning om at sende Folkets Frivillige Hær (på engelsk People's Volunteer Army, PVA), der var en specialenhed i Folkets Befrielseshær, i krig i Korea, og kæmpe samt at forstærke Nordkoreas tropper Koreas Folkehær, som havde været på retræte. Historiske optegnelse viser, at Mao styrede PVA's felttog ned til mindste detalje. Som formand for KKP's centrale militærkommission var han også øverstkommanderende i Folkets Befrielseshær, Folkerepublikken Kina og formand for KKP. PVA var under overordnet ledelse af den nyudnævnte Zhou Enlai, med general Peng Dehuai i feltkommandør og politisk kommissær.
Under jordreformer blev et stort antal jordejere og bønder tævet ihjel under massemøder der blev organiseret af kommunistpartiet, hvor jorden blev taget fra dem og givet til de fattigere bønder, hvilket reducerede den økonomiske ulighed voldsomt. Kampagnen om at undertrykke de kontraravolutionære, involverede offentlige henrettelser af tidligere embedsfolk i Kuomintang, forretningsfolk der blev beskyldt for at "forstyrre" markedet, tidligere ansatte i vestlige virksomheder og intellektuelle hvis loyalitet der blev sat spørgsmålstegn ved. I 1976 estimerede USA's udenrigsministerium, at der blev dræbt op mod 1 millioner personer under jordreformerne, og at 800.000 blev dræbt under den kontrarevolutionære kampagne.
Mao selv hævdede at 700.000 personer blev dræbt under angreb udført af "kontrarevolutionære" i årene 1950-1952. Der var dog en politik om at vælge "mindst én jordejer, og normalt adskillige, i hver eneste landsby til offentlig henrettelse", så ligger antallet af døde mellem 2 millioner og 5 millioner. Derudover blev mindst 1,5 millioner personer, muligvis helt op mod 4 til 6 millioner, sendt til "reform via arbejde"-lejre hvor mange omkom. Mao spillede en personlig rolle i at organisere masseundertrykkelse og etablerede et system med henrettelseskvoter, som ofte blev overgået. Han forsvarede disse drab som nødvendige for at sikre magten.
Maos regering bliver generelt krediteret for at have udslettet både indtagelsen og produktionen af opium i 1950'erne ved at bruge ubegrænset undertrykkelse og sociale reformer. 10 millioner misbrugere blev tvunget til obligatorisk behandling, dealere blev henrettet og opium-producerende områder blev beplantet med andre afgrøder. Den resterende opiumsproduktion flyttede syd for den kinesiske grænse til området ved den gyldne trekant.
Startende i 1951 igangsatte Mao to på hinanden følgende bevægelser i et forsøg på at udrydde korruption i byområderne ved at rette kampagnerne tre anti – fem anti mod rige kapitalister og politiske modstandere. Tre anti-kampagnen var fokuseret på at rense ud i regeringen, industrien og embedsfolk i partiet, mens fem anti-kampagnen var rettet bredere mod kapitalistiske elementer generelt. Arbejdere fordømte deres chefer, ægtefolk angav hinanden og børn informerede myndighederne om deres forældre; ofrene blev ofte ydmyget under kampsessioner, der var en metoder som var designet til at skræmme folk maksimalt. Mao insisterede på at mindre lovovertrædere skulle kritiseres og reformeres eller sendes i arbejdslejre, "mens de værste af dem skulle skydes". Disse kampagner udryddede flere hundrede tusinder flere, hvoraf størstedelen var via selvmord.
I Shanghai blev selvmord ved at springe ud fra høje bygninger så almindeligt, at indbyggerne indgik at gå på fortovet nær skyskrabere af frygt for at personer skulle ramme dem i hovedet. Nogle forfattere har påpeget, at det at drive personer, som blev opfattet som fjender, til selvmord, var en almindelig taktik under Maos styre. Eksempelvis beskriver Philip Short, som har skrevet en biografi om Mao, at i Berigtigelsesbevægelsen gav Mao specifikke instruktioner om at "ingen kadre må blive dræbt", men denne praksis tillod at sikkerhedschefen Kang Sheng drev sine modstandere til selvom, og at "dette mønster blev gentaget igennem hele hans lederskab af Folkerepublikken".
Efter Maos konsolidering af sin magt igangsatte han den første femårsplan (1953–1958), der sigtede mod at gøre kineserne uafhængige af landbrug for at gøre landet til en supermagt. Med Sovjetunionens assistance blev der opført nye industrielle faciliteter og landbrugsproduktionen faldt til et niveau, hvor industrien kunne generere nok indkomst til, at Kina ikke længere var afhængig af støtte fra Sovjetunionen. Den første femårsplans succes opmuntrede Mao til iværksætte den anden femårsplan i 1958. Mao igangsatte også en hurtig kollektivisering. KKP introducerede priskontrol samt forenklede kinesiske skrifttegn, der søgte at øge landets læsefærdigheder. Der blev også udført stor industriprojekter.
Blandt de programmer der blev fulgt var Hundrede Blomster-kampagnen. hvor Mao indikerede hans formodede villighed til at overveje forskellige meninger om, hvordan Kina skulle styres. Med friheden til at kunne udtrykke deres meningen begyndte liberale og intellektuelle kinesere at modsætte sig kommunistpartiet og de satte spørgsmålstegn ved lederskabet. Til at begynde med blev det tolereret og tilskyndet. Efter nogle måneder ændrede Maos regering politik og forfulgte dem, der havde kritiseret partiet, hvilket var op mod 500.000, og dem som angiveligt skulle have kritiseret partiet, i det der blev kaldt Anti-højre-bevægelsen. Forfattere som Jung Chang har påstået at Hundrede Blomster-kampagnen blot var en taktik til at udrydde de "farlige" tænkere.
Li Zhisui, der var Maos læge, foreslog at Mao til at begynde med havde set denne politik som en måde at svække oppositionen mod ham i partiet, og han blev overrasket over omfanget af kritikken, og det faktum at det blev rettet mod hans eget lederskab. Det var først herefter, at det blev brugt som en metode til at identificere og efterfølgende forfølge dem, som var kritiske overfor han regering. Hundrede Blomster-kampagnen ledte til at mange indbyggere blev fordømt, fortiet og dræbt, hvilket også blev forbundet med Anti-højre-bevægelsen, og det har muligvis resulteret i millioner af døde.

## Død og efterspil
Rygning kan have spillet en vigtig rolle i Maos dårlige helbred, da han røg meget i det meste af sit voksne liv. Det blev en statshemmelighed, at han led af adskillige lunge- og hjertesygdomme i sine senere år. Der er ubekræftede rapporter om, at han muligvis led af Parkinsons sygdom samt myotrofisk lateral sklerose, som også er kendt som Lou Gehrigs sygdom.
Maos sidste offentlige optræden, og et af de sidste kendte fotografier af ham i live, skete den 27. maj 1976, da han mødtes med den pakistanske premiereminister Zulfikar Ali Bhutto, under sidstnævntes visit i Beijing. Mao fik to voldsomme hjerteanfald i 1976, ét i marts og endnu ét i juli, før han fik endnu ét den 5. september, som gjorde ham Invalid. Mao Zedong døde næsten fire dage senere ved midnat kl 00:10 den 9. september, 1976, i en alder af 82. Det kinesiske kommunistparti forsinkede offentliggørelsen af hans død indtil kl 16:00 dagen efter, hvor beskeden blev bragt i hele landet via radioen, hvor de samtidig appellerede til at stå stammen i partiet.
Maos balsamerede krop svøbt i kommunistpartiets flag lå i Folkets Store Hal i en uge. I denne periode besøgte over 1 million personer liget (hvoraf ingen var udenlandske diplomater, og størstedelen græd eller vist sorg på anden måde) for at vise Mao deres sidste respekt. Formand Maos officielle portræt blev hængt på væggen og på banneret stod "Fortsæt den kurs som Formand Mao har udstukket og fortsæt kursen med proletariatets revolution til enden", indtil 17. september. Den 17. september blev Maos lig kørt væk i en minibus fra Folkes Store Hal og til Maojiawan og til 305 Hospital som Liu Zhisui styrede. Maos indre organer blev konserveret i formaldehyd.
Den 18. september blev der affyret en kakofoni af kanoner, sirener, fløjter og horn overalt i Kina under afholdelse af 3 minutters stilhed, som alle undtagen dem som udførte vigtige opgaver var tvunget til at deltage i. Efter dette spillede et orkester på Den Himmelske Freds Plads, som var tæt pakket med millioner af mennesker, "Internationale". Den sidste ting på programmet var Hua Guofengs 20 minutters lange mindetal på pladsen. Maos krop blev senere permanent udstillet i et mausoleum i Beijing.

## Genealogi

### Forfædre
Hans forfædre var:
- Máo Yíchāng (毛貽昌, født i Xiangtan 15. oktober, 1870, døde i Shaoshan 23. januar, 1920), fader, stilnavn Máo Shùnshēng (毛順生) eller også kendt som Mao Jen-sheng
- Wén Qīmèi (文七妹, født i Xiangxiang 1867, død 5. oktober, 1919), moder. Hun var analfabet og troende buddhist. Hun var efterkommer af Wen Tianxiang.
- Máo Ēnpǔ (毛恩普, født 22. maj, 1846, døde 23. november, 1904), farfar
- Luó (羅氏), farmor (fødenavn ikke oplyst)[202]
- Máo Zǔrén (毛祖人), oldefar på fars side

### Koner
Mao Zedong havde fire koner, der fødte sammenlagt 10 børn. De var:
1. Luo Yixiu (20. oktober 20, 1889 – 1910) fra Shaoshan: gift 1907 til 1910
2. Yang Kaihui (1901–1930) fra Changsha: gift 1921 til 1927, henrettet af KMT i 1930; mor til Mao Anying, Mao Anqing og Mao Anlong
3. He Zizhen (1910–1984) fra Jiangxi: gift maj 1928 til 1939; mor til Mao Anhong, Li Min og fire andre børn
4. Jiang Qing (1914–1991), gift 1939 til Maos død; mor til Li Na

### Søskende
Han havde flere søskende:
- Mao Zemin (1895–1943), lillebror, henrettet af krigsherre
- Mao Zetan (1905–1935), lillebro, henrettet af KMT
- Mao Zejian (1905–1929), adopteret søster, henrettet af KMT

Mao Zedongs forældre havde fem sønner og to døtre. To af sønnerne og begge døtre døde som små, hvilket efterlod brødrene Mao Zedong, Mao Zemin og Mao Zetan. Ligesom alle Mao Zedongs tre koner var Mao Zemin og Mao Zetan kommunister. Ligesom Yang Kaihui, blev både Zemin og Zetan dræbt i krig mens Mao Zedong levede
Bemærk at tegnet zé (澤) optræder i alle søskendes navne. Dette er en almindelig kinesisk navnetradition.
Fra næste generation blev Zemins søn, Mao Yuanxin, opfostret i Mao Zedongs familie. Han blev Mao Zedongs forbindelsesofficer til Politburo i 1975. I Li Zhisuis The Private Life of Chairman Mao spillede Mao Yuanxin en rolle i de endelige magtkampe.

### Børn
Mao Zedong fik i alt 10 børn, inklusive:
- Mao Anying (1922–1950): søn af Yang, gift med Liú Sīqí (劉思齊), faldet i kamp under koreakrigen
- Mao Anqing (1923–2007): søn af Yang, gift med Shao Hua, søn Mao Xinyu, barnebarn Mao Dongdong
- Mao Anlong (1927–1931): søn af Yang, død under den kinesiske borgerkrig
- Mao Anhong: søn af He, overladt til Maos yngre bror Zetan og herefter til en af Zetans vagter, da han drog i krig og aldrig kom tilbage
- Li Min (b. 1936): datter af He, gift med Kǒng Lìnghuá (孔令華), søn Kǒng Jìníng (孔繼寧), datter Kǒng Dōngméi (孔冬梅)
- Li Na (b. 1940): datter af Jiang (hvis fødenavn var Lǐ, et navn som Mao også brugte, da han skjulte sig for KMT), gift med Wáng Jǐngqīng (王景清), søn Wáng Xiàozhī (王效芝)

Maos første og anden datter blev overladt til lokale landsbyboere, fordi de var for farligt at opfostre dem mens han kæmpede mod Kuomintang og senere mod japanerne. Deres yngste datter (født i begyndelsen af 1938 i Moskva efter Mao blev separeret) og et andet barn (født 1933) døde som spæd. To engelske forskere der sporede hele ruten for Den Lange March i 2002–2003 lokaliserede en kvinde, som de mente kunne være et af de børn, som Mao havde efterladt med bønder i 1935. Ed Jocelyn og Andrew McEwen håbede at en del af Mao-familien ville give tilladelse til en DNA-test.
Via sine 10 børn blev Mao bedstefar til 12 børnebørn, hvoraf han aldrig kendte mange af dem. Mange af hans oldebørn er i live i dag. En af hans børnebørn er en forretningskvinde ved navn Kong Dongmei, er blandt de rigeste personer i Kina. Hans barnebarn Mao Xinyu er general i den kinesiske hær. Både han og Kong har skrevet bøger om deres bedstefar.

## Citater
- "Politik er krig uden blodudgydelser, men krig er politik med blodudgydelser"
- "Folket og kun folket er drivkraften i skabelsen af verdenshistorien"

## I film og Tv
Mao er blevet portrætteret i film og tv adskillige gange. Nogle af de mest notable eksempler er:
- Han Shi, der var den første skuespiller til at portrættere Mao i dramafilmen Dielianhua fra 1978 og igen i filmen Cross the Dadu River fra 1980;[209]
- Gu Yue, som har spillet Mao 84 gange igennem sin 27-årige karriere, vandt for bedste skuespiller ved Hundred Flowers Awards i 1990 og 1993;[210][211]
- Liu Ye, som spillede en ung Mao i The Founding of a Party (2011);[212]
- Tang Guoqiang, der har spillet Mao flere gange i nyere tid, inklusive i The Long March (1996) og The Founding of a Republic (2009),og tv-serien Huang Yanpei (2010).[213]

Mao er en af hovedpersonerne i den amerikanske komponist John Adams' opera Nixon in China (1987). The Beatles' sang "Revolution" referer til Mao i linjen: "...but if you go carrying pictures of Chairman Mao you ain't going to make it with anyone anyhow..."; John Lennon udtrykte beklagelse over disse linjer i 1972.